# Alexandru Custov
Alexandru „Sandu“ „Bulgarul“ Custov (auch Custof und Custoff) (* 8. Mai 1954 in Fundeni, Kreis Ilfov, heute Kreis Călărași; † 20. März 2008 ebenda) war ein rumänischer Fußballspieler. Er absolvierte 336 Spiele in der höchsten rumänischen Fußballliga, der Divizia A.

## Karriere

### Verein
Custov begann mit dem Fußballspielen 1968 bei Gloria Fundeni, von wo er nach einem Jahr in den Jugendbereich von Dinamo Bukarest wechselte. In der Saison 1971/72 debütierte er für Dinamo am 4. Mai 1972 bei dem Spiel gegen Farul Constanța in der Divizia A. Bis 1984 bestritt Custov 319 Erstligaspiele für Dinamo Bukarest und ist damit der Spieler mit den zweitmeisten Partien nach Cornel Dinu in der Vereinsgeschichte. In dieser Zeit konnte er fünf Meistertitel und zwei Pokalsiege erringen. Custov gehörte zu der erfolgreichen Mannschaft von Dinamo, die Inter Mailand im UEFA-Pokal 1981/82 ausschaltete und sich für das Halbfinale des Europapokals der Landesmeister 1983/84 qualifizierte. 1984 wechselte er zu Dinamos Satellitenverein AS Victoria Bukarest, für den er bis 1986 auflief. In der Hinrunde der Saison 1986/87 spielte er bei Gloria Buzău und beendete seine Karriere nach der Rückrunde, die er bei dem Zweitligisten Mecanica Fină Bukarest verbracht hatte. Insgesamt kam Custov auf 336 Spiele in der Divizia A, in denen er 29 Tore erzielte. Hinzu kamen weitere 30 Europapokalspiele, in denen er drei Mal traf.
Nach dem Ende seiner Laufbahn und nach zwei Scheidungen zog sich der Oberleutnant der rumänischen Miliz aus Bukarest in sein Heimatdorf Fundeni zurück, wo er am 20. März 2008 an den Folgen seines Diabetes und einer Thrombophlebitis verstarb.

### Nationalmannschaft
Custov bestritt zwei Spiele für die rumänische Fußballnationalmannschaft. Er wurde beide Male eingewechselt und erzielte kein Tor. Sein Debüt gab er am 18. August 1982 gegen Japan und nach dem Qualifikationsspiel für die Fußball-Europameisterschaft 1984 am 8. September 1982 gegen Schweden war seine Länderspielkarriere zu Ende. Des Weiteren hatte Custov ein Tor in sieben Partien der U21-Nationalmannschaft und ein Tor in drei Spielen der U23-Nationalmannschaft erzielt.

## Erfolge und Auszeichnungen
- Rumänischer Meister: 1975, 1977, 1982, 1983, 1984
- Rumänischer Pokalsieger: 1982, 1984
- Verdienter Meister des Sports